# 伍德賽德 (丹地)
伍德賽德（英語：Woodside）是位於鄧迪北部的一處住宅區，這處的住宅主要建於1920年代，每一樓住房能容納4戶家庭。
探索丹地的21號線逢星期一至六提供公車服務，而星期日則是18A號線。